# 彩（エイジャ）
『彩（エイジャ）』(Aja) は、ロック・バンド、スティーリー・ダンが、1977年にABCレコードからリリースした6作目のアルバム。

## 概要
同バンドのアルバム中で最高の売り上げを記録した。アメリカ合衆国のチャートで3位、イギリスのチャートで5位を記録し、同バンド初めてのプラチナアルバムとなった。1978年7月に、このアルバムはグラミー賞の最優秀録音賞、ノン・クラシカル部門（Best Engineered Album, Non-Classical）を受賞した。
このアルバムはソウルと、洗練されたジャズなどの混合による傑作であると評価されている。8分間に及ぶ表題曲「Aja」は、複雑なジャズ的転調と、サクソフォーン奏者ウェイン・ショーターによるソロ、そしてドラマーのスティーヴ・ガッドによるテクニカルな演奏などが含まれている。また、数十人に及ぶ腕利きミュージシャンが参加している。
「Peg」間奏で聞かれる個性的なギター・ソロはジェイ・グレイドン。彼の演奏が採用されるまで実に7人の有名ギタリストがスタジオに呼ばれているが、ベッカーとフェイゲンはまったく納得しなかった。この話はスタジオ・ギタリストが本アルバムを語る上で現在も有名なエピソードとなっている。
アルバムのジャケットに写っている女性は、日本人モデルの山口小夜子である（撮影：藤井秀樹）。
『ローリング・ストーン誌が選ぶオールタイム・ベストアルバム500』に於いて、63位にランクイン。

## 収録曲
全曲Walter BeckerとDonald Fagen作詞・作曲。
サイド 1
1. ブラック・カウ - "Black Cow" - 5:10
2. 彩（エイジャ） - "Aja" - 7:57
3. ディーコン・ブルース - "Deacon Blues" - 7:37

サイド 2
1. 麗しのペグ - "Peg" - 3:57
2. 安らぎの家 - "Home at Last" - 5:34
3. アイ・ガット・ザ・ニュース - "I Got the News" - 5:06
4. ジョージー - "Josie" - 4:33

## レコーディング・メンバー

### スティーリー・ダン
- ウォルター・ベッカー - ベース、ギター、エレクトリックギター、ボーカル
- ドナルド・フェイゲン - シンセサイザー、キーボード、ボーカル、バックグラウンドボーカル、ホイッスル

### スタジオ・ミュージシャン

#### BLACK COW
- Drums: ポール・ハンフリー
- Bass: チャック・レイニー
- Electric Piano: ヴィクター・フェルドマン
- Clavinet: ジョー・サンプル
- Guitar: ラリー・カールトン
- Synthesizer: ドナルド・フェイゲン
- Tenor Sax: トム・スコット
- Backup Vocals: クライディー・キング、ヴェネッタ・フィールド、シャーリー・マシューズ、レベッカ・ルイス

#### Aja
- Drums: スティーヴ・ガッド
- Bass: チャック・レイニー
- Guitars: ラリー・カールトン、ウォルター・ベッカー、デニー・ディーアス
- Electric Piano: ジョー・サンプル
- Piano: マイケル・オマーティアン
- Percussion: ヴィクター・フェルドマン
- Synthesizers & Police Whistle: ドナルド・フェイゲン
- Tenor Sax: ウェイン・ショーター
- Backup Vocals: ドナルド・フェイゲン、ティム・シュミット

#### DEACON BLUES
- Drums: バーナード・パーディ
- Bass: ウォルター・ベッカー
- Guitars: ラリー・カールトン、リー・リトナー
- Electric Piano: ヴィクター・フェルドマン
- Synthesizer: ドナルド・フェイゲン
- Tenor Sax: ピート・クリストリーブ
- Backup Vocals: クライディー・キング、シャーリー・マシューズ、ヴェネッタ・フィールド

#### PEG
- Drums: リック・マロッタ
- Bass: チャック・レイニー
- Electric Piano: ポール・グリフィン
- Clavinet: ドン・グロルニック
- Guitar: スティーヴ・カーン
- Solo Guitar: ジェイ・グレイドン
- Percussion: ヴィクター・フェルドマン、ゲイリー・コールマン
- Lyricon: トム・スコット
- Backup Vocals: マイケル・マクドナルド、ポール・グリフィン

#### HOME AT LAST
- Drums: バーナード・パーディ
- Bass: チャック・レイニー
- Guitar: ラリー・カールトン
- Solo Guitar: ウォルター・ベッカー
- Piano and Vibes: ヴィクター・フェルドマン
- Synthesizer: ドナルド・フェイゲン
- Backup Vocals: ドナルド・フェイゲン、ティム・シュミット

#### I GOT THE NEWS
- Drums: エド・グリーン
- Bass: チャック・レイニー
- Piano, Vibes and Percussion: ヴィクター・フェルドマン
- Guitar: ディーン・パークス
- Solo Guitars: ウォルター・ベッカー、ラリー・カールトン
- Synthesizers: ドナルド・フェイゲン
- Backup Vocals: マイケル・マクドナルド、クライディー・キング、ヴェネッタ・フィールド、シャーリー・マシューズ、レベッカ・ルイス

#### JOSIE
- Drums and Percussion: ジム・ケルトナー
- Bass: チャック・レイニー
- Electric Piano: ヴィクター・フェルドマン
- Guitars: ラリー・カールトン、ディーン・パークス
- Solo Guitar: ウォルター・ベッカー
- Synthesizers: ドナルド・フェイゲン
- Backup Vocals: ドナルド・フェイゲン、ティム・シュミット

#### 各曲
- Horn arrangements: トム・スコット
- Saxophones, Flute: ジム・ホーン、ビル・パーキンス、プラス・ジョンソン、ジャッキー・ケルソー
- Brass: チャック・フィンドレー、ルー・マックリーリー、ディック・ハイド

## 制作
- プロデューサー：ゲイリー・カッツ
- エンジニア：ロジャー・ニコルズ、エリオット・シャイナー、アル・シュミット、ビル・シュネー